# Партизанский (Калмыкия)
Партиза́нский — посёлок в Яшкульском районе Калмыкии, входит в состав Цаган-Уснского сельского муниципального образования.

## География
Посёлок находится в южной части района, на расстоянии 15 км к юго-западу от посёлка Яшкуль, административного центра района.

## История
Предположительно основан во второй половине XX века. До депортации калмыков к юго-востоку от посёлка располагалось село 1-я Ярта. Впервые обозначен на топографической карте 1984 года. К 1989 году в посёлке проживало около 230 человек.

## Население
| 2002 | 2010 |
| ---- | ---- |
| 0    | ↗3   |

### Национальный состав
| Национальность | Численность (2010) | Процент |
| -------------- | ------------------ | ------- |
| Калмыки        | 3                  | 100%    |
| Всего          | 3                  | 100%    |